# Sansevieria hallii
Sansevieria hallii ist eine Pflanzenart aus der Gattung Sansevieria in der Familie der Spargelgewächse (Asparagaceae). Das Artepitheton ehrt den englischen Gärtner und Revierverantwortlichen für die Sukkulentensammlung des Kirstenbosch National Botanical Garden in Südafrika Harry Hall (1906–1986).

## Beschreibung
Sansevieria hallii wächst stammlos als ausdauernde, sukkulente Pflanze mit grauorangenen 2 bis 3 Zentimeter starken Rhizomen. Die ein bis drei aufrecht stehenden, zylindrisch geformten Laubblätter weisen an der Oberseite eine tiefe Rinne auf. Die einfache Blattspreite ist bis zu 60 Zentimeter lang und 5 Zentimeter stark. Die Blätter sind dunkel gräulich grün mit zahlreichen Längslinien, jung mit undeutlichen Querbändern. Sie enden in eine 6 Millimeter lange stumpf gerundete oder gerundete Spreitenspitze. Der Spreitenrand ist kastanienbraun mit weißer Kante. Die Blattoberfläche ist rau.
Die kopfig dichten Blütenstände sind bis zu 18 Zentimeter hoch. Die Rispen messen bis zu 16 Zentimeter im Durchmesser. Sie sind dicht mit Blüten besetzt. Das Tragblatt ist dreieckig geformt und 18 mal 6 Millimeter groß. Die Blütenhüllblätter sind weiß mit leicht violettem Ton. Die Blütenröhre ist 5 bis 8 Millimeter lang. Die Zipfel sind 2 bis 3 Zentimeter lang.

## Verbreitung
Sansevieria hallii ist in Simbabwe verbreitet.

## Taxonomie
Die Erstbeschreibung erfolgte 1996 durch  B. Juan Chahinian.

## Nachweise